# F-86 (航空機)
F-86 セイバー
飛行するF-86F-35-NA 52-5233号機
(第72戦闘爆撃飛行隊所属、1955年撮影)
- 用途：戦闘機
- 分類：戦闘機
- 設計者：エドガー・シュミュード（英語版）
- 製造者：ノースアメリカン社（オリジナル）
以下ライセンス生産
  -  カナディア（CL-13（英語版））
  -  CAC（CA-27（英語版））
  -  新三菱重工（F-86F、#導入経緯を参照）
- 運用者
  -  アメリカ合衆国（空軍、海軍）
  -  日本（航空自衛隊）
  -  カナダ（カナダ空軍）
  -  オーストラリア（オーストラリア空軍）
  -  台湾（台湾空軍）
  -  パキスタン（パキスタン空軍）
  -  ユーゴスラビア（ユーゴスラビア空軍） ほか
- 初飛行：1947年10月1日
- 生産数：9,860機
- 運用開始：1949年（アメリカ空軍）
- 退役：1993年2月（ボリビア）[注釈 1]
- 運用状況：退役
- ユニットコスト：21万9,457USドル（F-86F）

F-86 セイバー（North American F-86 Sabre ）は、アメリカ合衆国のノースアメリカン社が開発し、世界各地で運用されたジェット戦闘機。愛称の「セイバー (Sabre)」は、サーベルの意。

## 概要
1947年10月に初飛行。後に生産国のアメリカをはじめ、1950年代以降に多くの西側諸国で正式採用された亜音速ジェット戦闘機で、アメリカ空軍が1950年代初頭より主力戦闘機として最も重きを置いて配備を急いだ傑作機であった。朝鮮戦争にも投入され、第1世代ジェット戦闘機に分類される。
武装は当初こそ平凡なものであったが、後に空対空ミサイル（サイドワインダー）が開発されるとその有効性も実証した。アメリカのみならず、カナダやオーストラリアをはじめとして、日本やイタリアでも生産され、派生型も含めて9,860機が製造された。

## 開発

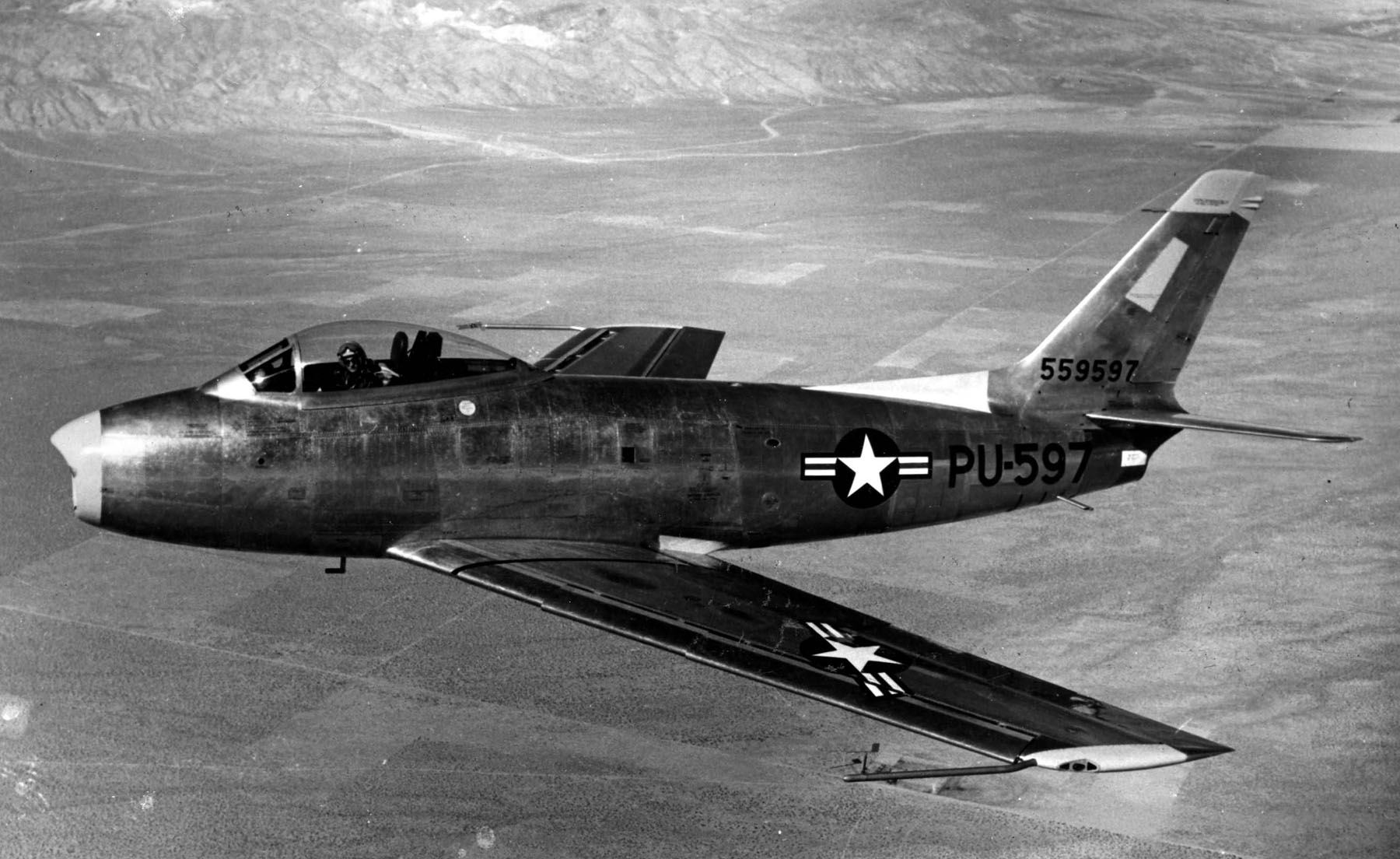
XP-86

第二次世界大戦末期の1944年にノースアメリカン社は、大日本帝国海軍に対抗する艦上ジェット戦闘機案NA-134をアメリカ海軍に提案していた。これを受けて、1945年1月1日、アメリカ海軍は艦上ジェット戦闘機XFJ-1の開発を発注した。これは、P-51の主翼と尾翼をそのまま流用し、胴体のみジェットエンジン搭載の新設計のものに変えた機体である。この機体の開発を受けて、アメリカ陸軍航空軍は1945年5月23日にXFJ-1の陸上型XP-86の開発を発注した。
そんな最中の1945年6月に、ノース・アメリカン社は前月連合国に降伏したばかりのドイツ国内の占領地から後退翼に関するレポートといった、大量の航空機の先進的実験データを得た。このデータを基にノースアメリカン社は開発中のXP-86の設計を変更し、高速戦闘機に必要な後退翼を装備させる必要があるとして、設計中の機体を後退翼機にする許可を求めた。アメリカ陸軍はこれを了承し、P-51から流用した主翼・尾翼に代えて新設計の後退翼を採用した。完成した試作機XP-86は、第二次世界大戦の終結には間に合わず、大戦終結から2年後の1947年10月1日に初飛行を行う。
予想以上の速度性能と、機体運用の実用面で特に問題がないと判断され、P-86の実用化は急速に進められ、1948年9月には、最初の量産型であるA型が、緩降下による1079.6 km/hを記録して当時の世界最高速度を樹立している。1949年にはA型が実戦部隊へ配備される。
この後、アメリカ陸軍航空軍はアメリカ陸軍から独立してアメリカ空軍となり、それに伴って使用する航空機の命名法が変更された。陸軍航空軍の戦闘機は追撃機と呼ばれ、追撃（pursuit）の頭文字Pから始まる一連の番号が振られていたが、1948年6月から戦闘機（fighter）の頭文字Fが与えられるようになった。そのため、P-86AはF-86Aと改称された。

## 特徴

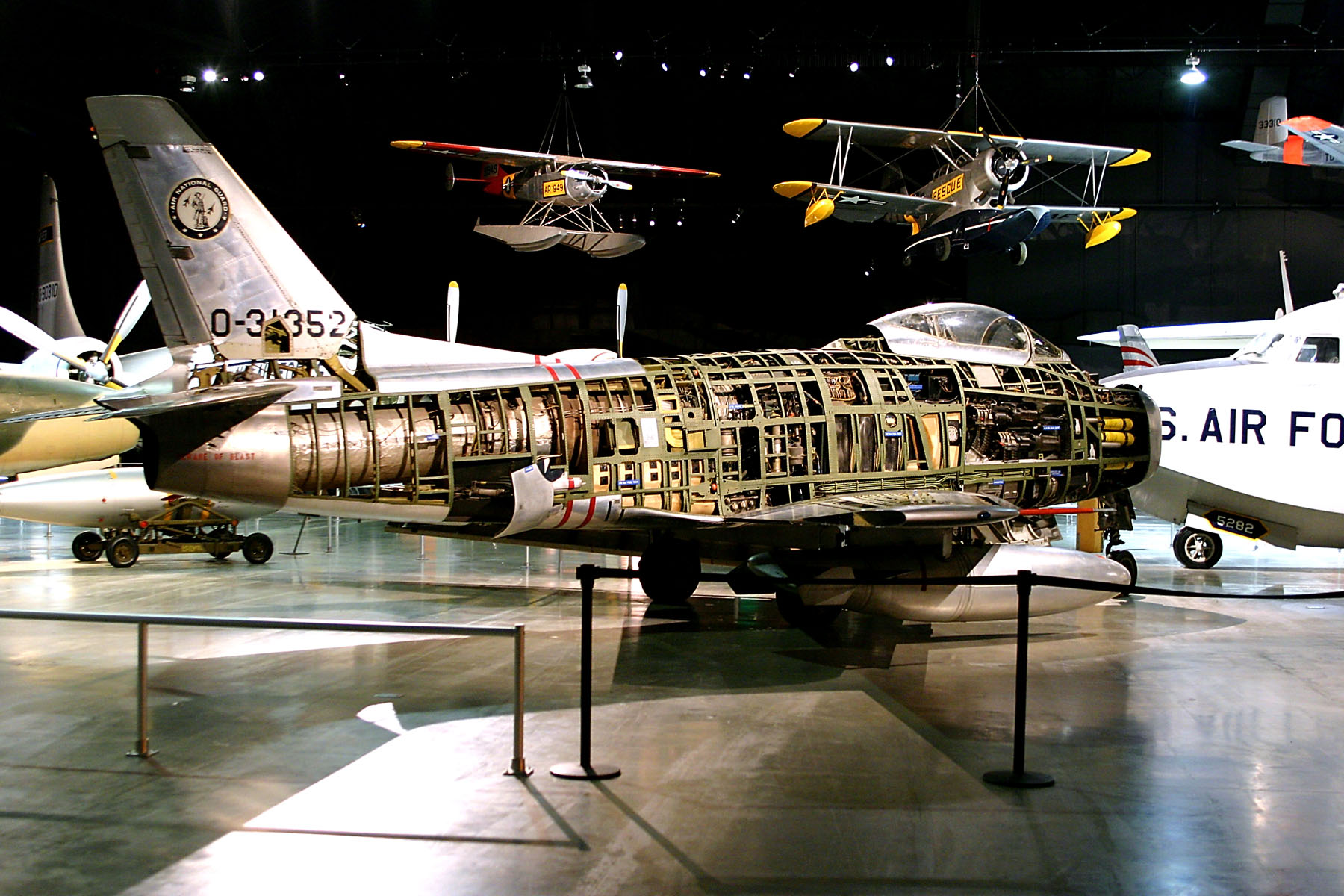
内部の様子

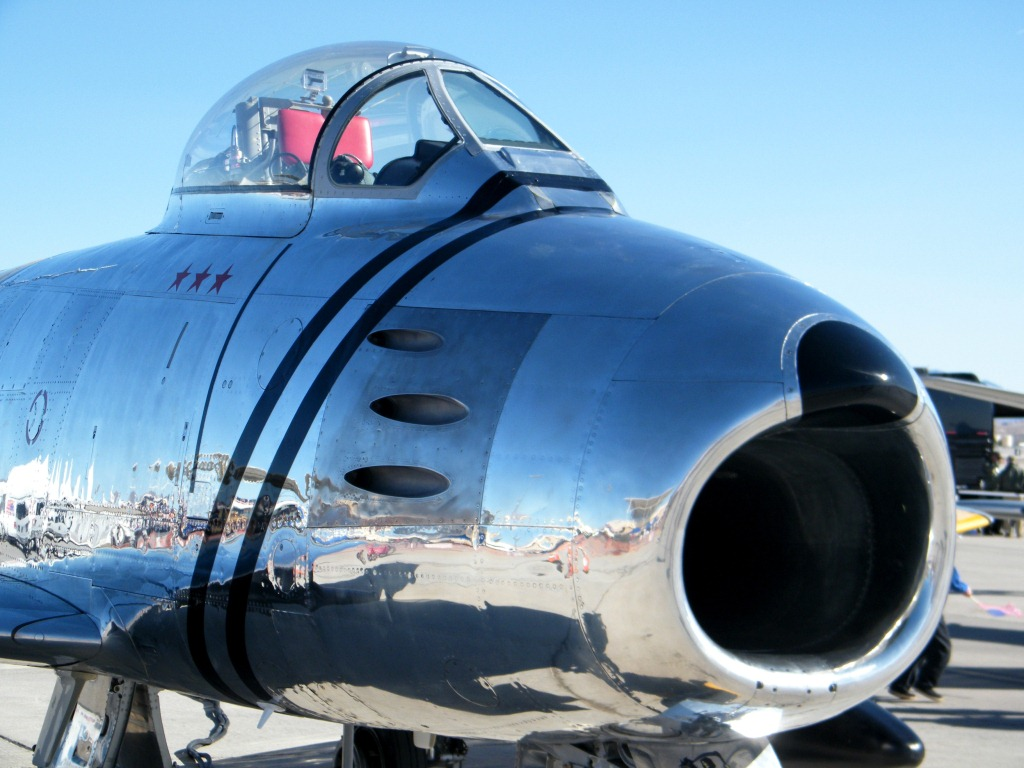
キャノピー

主翼は、鹵獲したドイツ軍機の開発研究データを参考に開発した低翼配置の35度の前縁後退翼を採用しており、主翼後縁には、内側にスロテッド・フラップ、外側には補助翼を装備している。垂直尾翼と水平尾翼も同じく後退翼が採用されており、機体後方両側には、横方向に可動するエアー・ブレーキが装備されている。また、垂直尾翼の先端前方にはVHF/IFF用のアンテナが装備されている。コックピットのキャノピーの形状は涙滴型で360度の視界を確保し空戦では有効に機能した（後述）。座席には射出座席を装備している。エンジンへの空気取入れ方式はノーズ・インテイクを採用しており、ノズルは機体末端に付けられている。機体末端下部には、緊急の際に機内の燃料を排出するための燃料緊急排出弁が取付けられている。
生産の途中で空力的に様々な改良を受けており、E型以降は全遊動式（オールフライングテイル）の水平尾翼を装備し、主翼についても、後退翼は低速度において迎え角を増すと翼端失速を起こしやすく、着陸速度が高いため、主翼上面の空気の流れを制御することで、翼端失速を遅らせるとともに着陸速度を低くする機能を持つ前縁スラット型と境界制御型の2種がある。
機銃はインテイク周辺に12.7mm AN/M3機関銃計6門を集中装備としている。また、F-86Aのバッチ3（F-86A-5）以降では、レーダーを使用したレーダー照準器による火器管制システムが搭載された。これは、機首部に搭載されている測距レーダー・アンテナからマイクロ波を発射して目標までの距離を測定して、それを元に計算機が大気密度・風向・風速などの条件を加えて、目標の未来位置をコックピットの照準器に照準線（レティクル）を表示するものであり、これにより、射撃精度は飛躍的に向上した。主翼下には増槽や爆弾、ロケット弾の携行が可能で、後に空対空ミサイルも携行するようになった。
F-86A-5ではAPG-5測距レーダーによるA-1Bレーダー照準器、F-86A-6では改良型のA-1CMレーダー照準器が採用され、F-86A-7ではさらにAPG-30測距レーダーが導入された。この測距レーダーはMA-2火器管制装置の中核となる装置であり、F-86Eにおいても搭載された。また、F-86Fにおいては、改良型のMA-3が採用された。

## 沿革

### 配備開始
F-86Aは、1949年よりアメリカ空軍への配備が開始された。第1戦闘機群を皮切りに国内重要拠点の防空任務に就いた。

### 朝鮮戦争

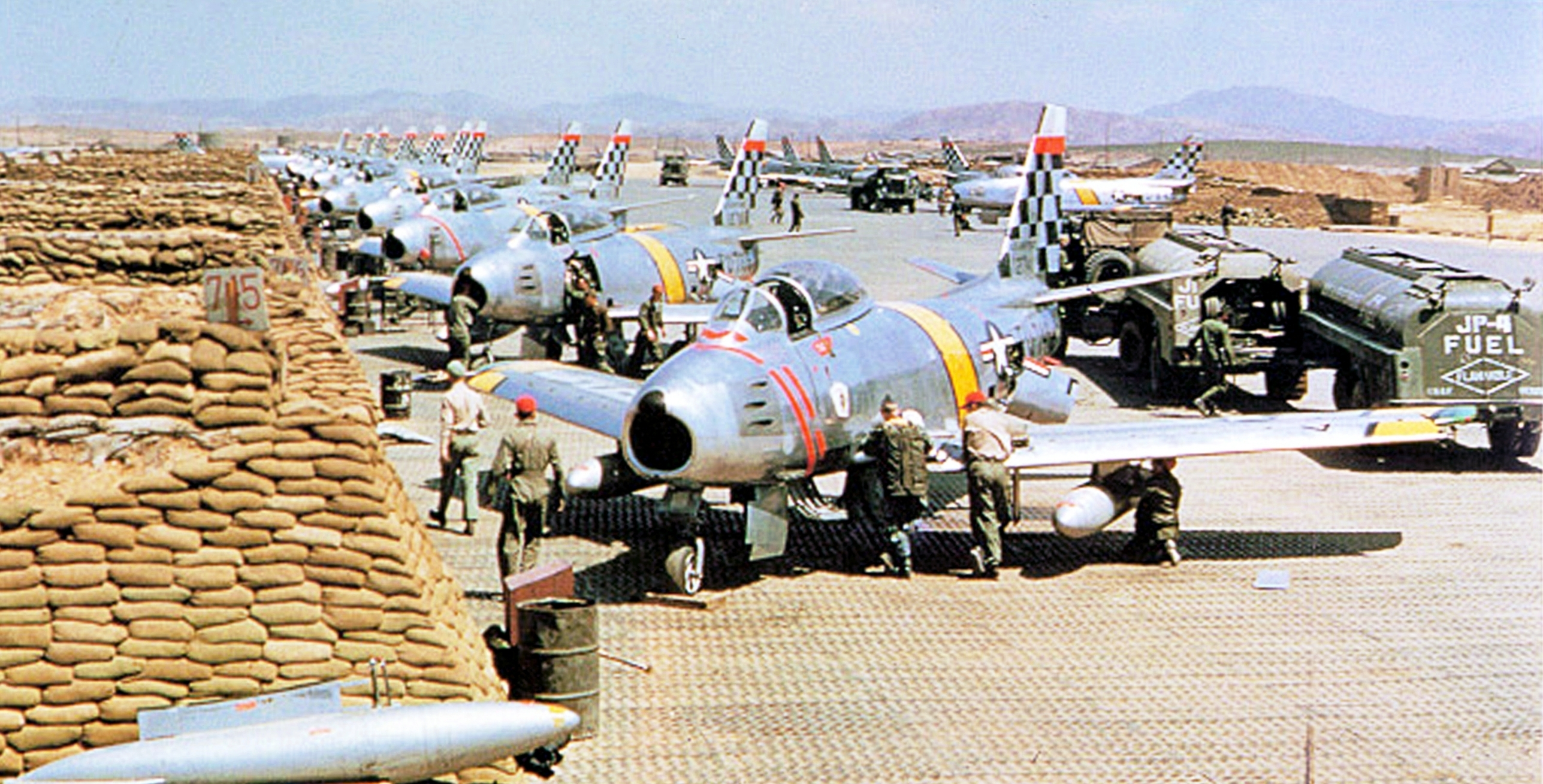
韓国の水原空軍基地に展開するF-86（朝鮮戦争時）

F-86の名を上げたのは、初の実戦である1950年に開始された朝鮮戦争における活躍であった。国連軍が朝鮮戦争に参加した当初、金日成の朝鮮人民軍は本格的な航空兵力を持たず、アメリカ海軍の艦載機グラマンF9F パンサーやアメリカ空軍のリパブリックF-84G、ロッキードF-80 シューティングスターなどの直線翼を有するジェット戦闘機はもちろん、第二次世界大戦中に活躍したF-51DやF4U コルセアといったレシプロ機も活躍できるほどであった。
しかし、1949年に成立した中華人民共和国の抗美援朝義勇軍が参戦すると、ソビエト連邦から大量に貸与された中国人民解放軍所属のMiG-15が鴨緑江を越えて飛来するようになり、直線翼のジェット戦闘機では対抗しきれないと判断したアメリカ空軍は1950年12月から、前線にF-86を投入し、朝鮮半島上空にて史上初の後退翼ジェット戦闘機同士の空中戦が繰り広げられた。

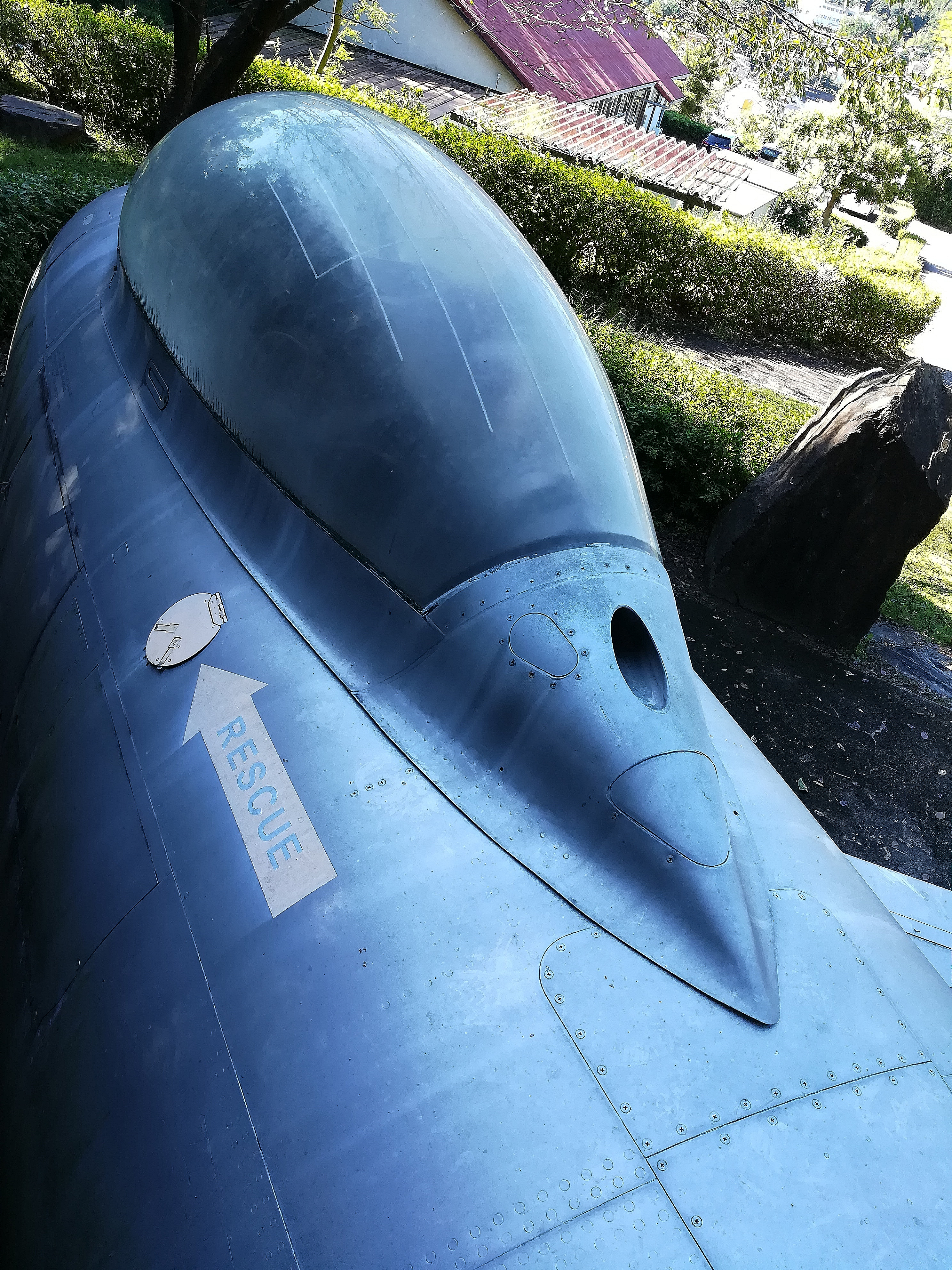
F-86の涙滴型のキャノピー。レスキューボタンも見える

F-86は一部の機体性能ではMiG-15に劣っていたが、結果は投入から休戦までの約2年間で損失78機に対し撃墜数約800機とキルレシオ4の戦果(ソ連資料では2)を上げた。当時操縦士として実戦を経験したジョン・ボイドは、F-86は涙滴型のキャノピーにより360度の視界が確保されており、MiG-15に比べると操縦も容易であったため、敵機をより早く発見・対応することが可能となったという考えにいたり、決定的な勝因は操縦士の意思決定速度の差にあったと結論づけた。またレーダー照準器による高い射撃精度もこれを後押しした。ボイドはこの考えをOODAループ理論へと発展させた。

### ミサイル空中戦の先駆

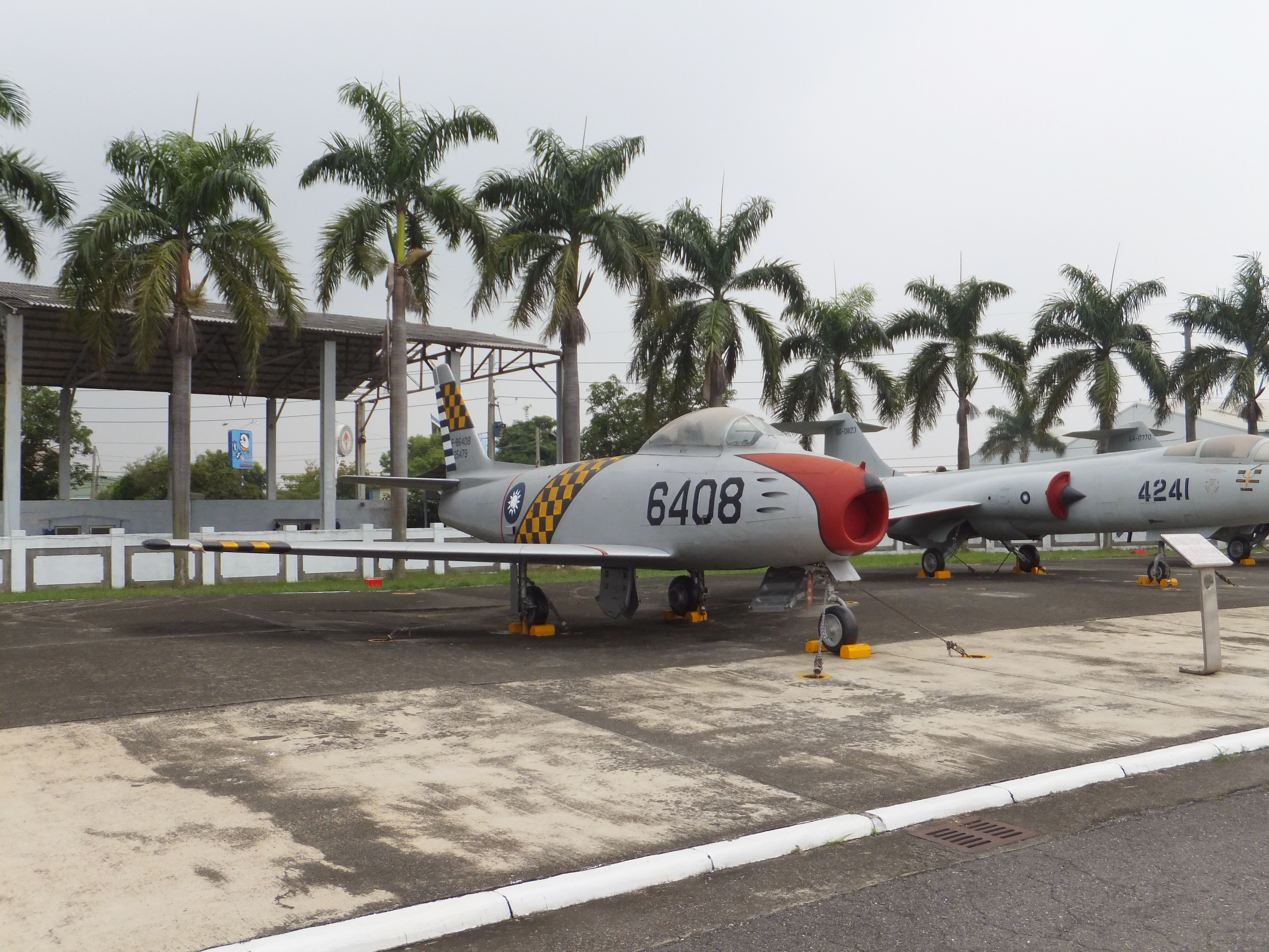
台湾岡山空軍軍官学校にて展示される台湾空軍のF-86F

空対空ミサイルが初めて実戦で使用され、撃墜を記録したのは1958年9月24日に中華民国金門馬祖周辺の台湾海峡において行われた、台湾空軍と中華人民共和国の人民解放軍空軍との交戦（金門砲戦）とされている。
この戦闘において、台湾空軍はアメリカから供与されたAIM-9 サイドワインダー空対空ミサイルを装備したF-86F戦闘機をもって人民解放軍のMiG-17F（またはJ-5）と交戦、11機を撃墜した。

### 各国への配備
アメリカでは、朝鮮戦争後にその戦訓を取り入れたセンチュリーシリーズを始めとする超音速戦闘機が短期間で開発されると急速に陳腐化していった が、世界各国にその優秀さが認められたことで、日本やイタリア、フランスを始めとする同盟国や友好国へ大量に供与されることとなった。
生産は1950年代中期まで続けられ、アメリカ国外ではカナダやオーストラリア、日本などでライセンス生産が行われた。カナダとオーストラリアではエンジンを強化型に換装するなど独自の改良が施され、オリジナルとは別に輸出も行われた。
1960年代に超音速戦闘機が多くの国で配備されるようになった後も使用され続け、1970年代の第三次印パ戦争にも姿を見せた。それでも後継となる新鋭機の登場などから旧式化し、1980年代には概ね姿を消すことになる。1993年2月にボリビア空軍機の退役により、全機が退役した。
現在では軍から払い下げられた機体が民間のアクロチームや個人所有の機体として飛行する姿を見ることができる。

## 派生型

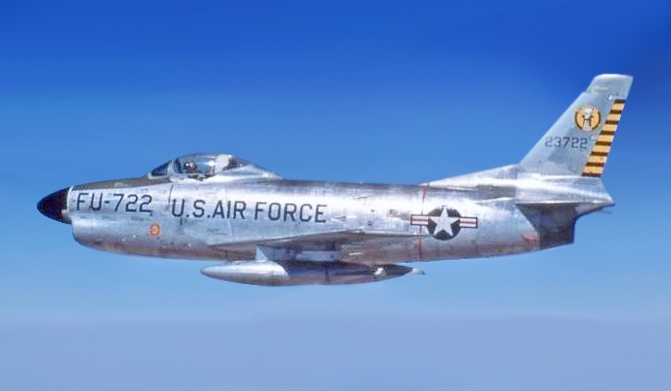
F-86D

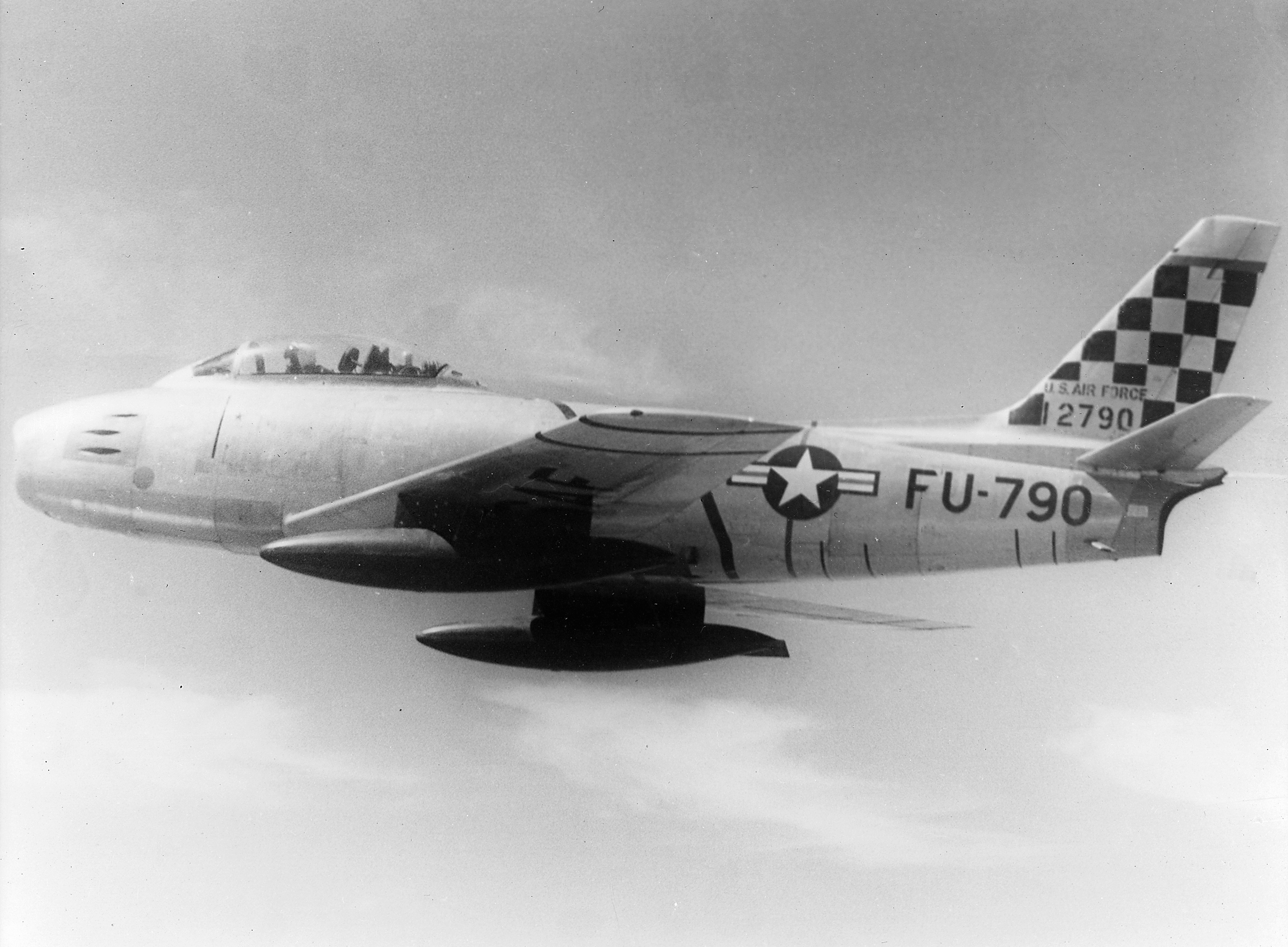
F-86E

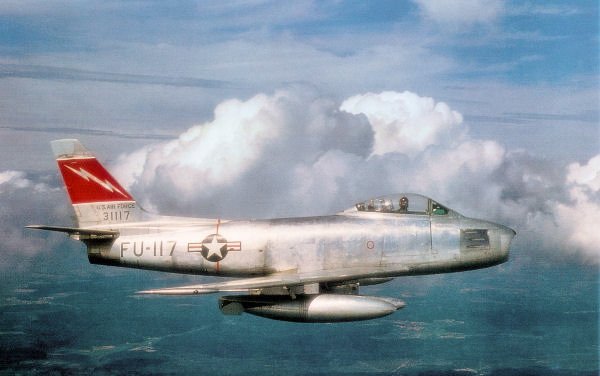
F-86F

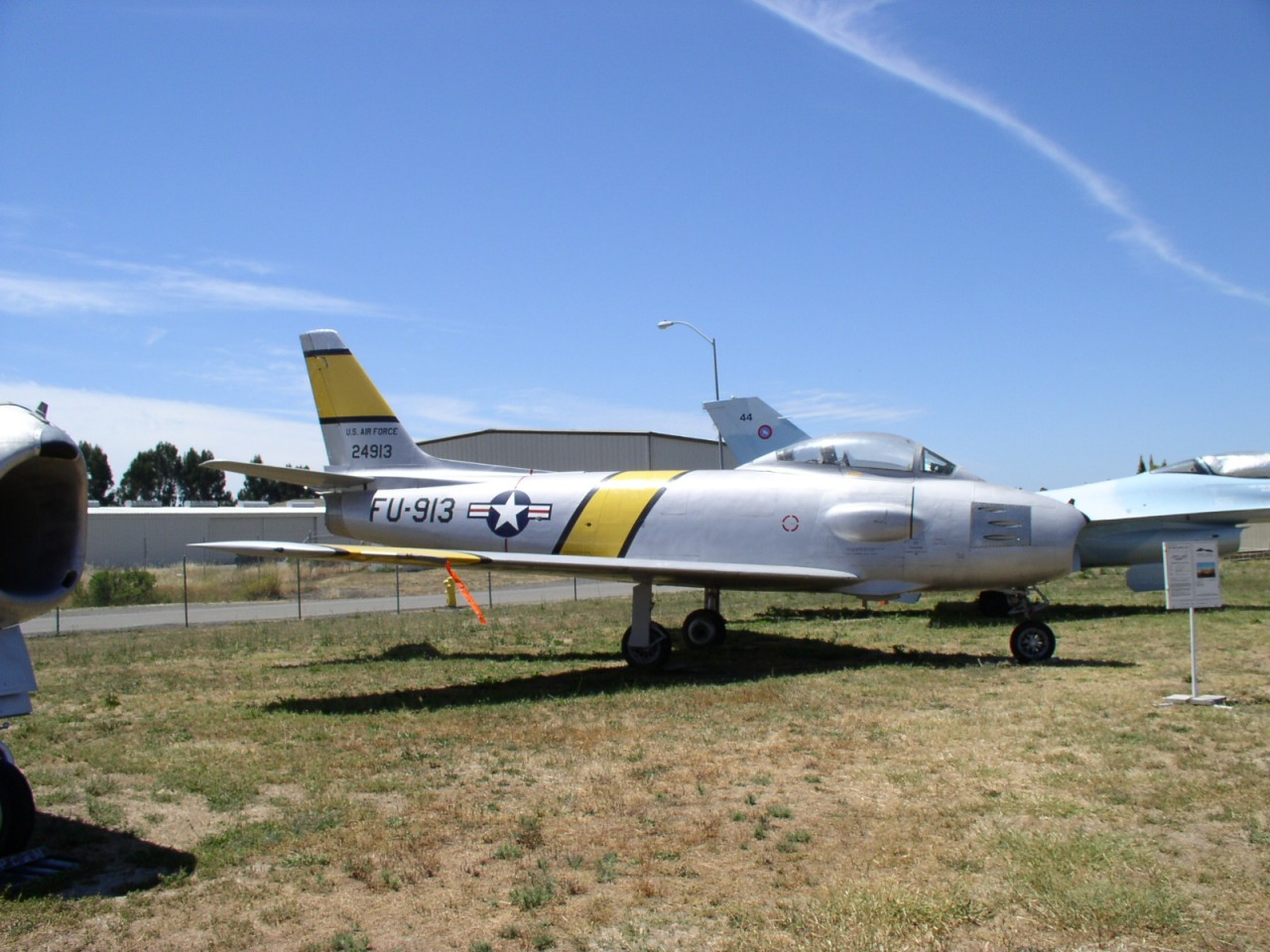
カリフォルニア州サンタローザで、屋外に展示されているRF-86F

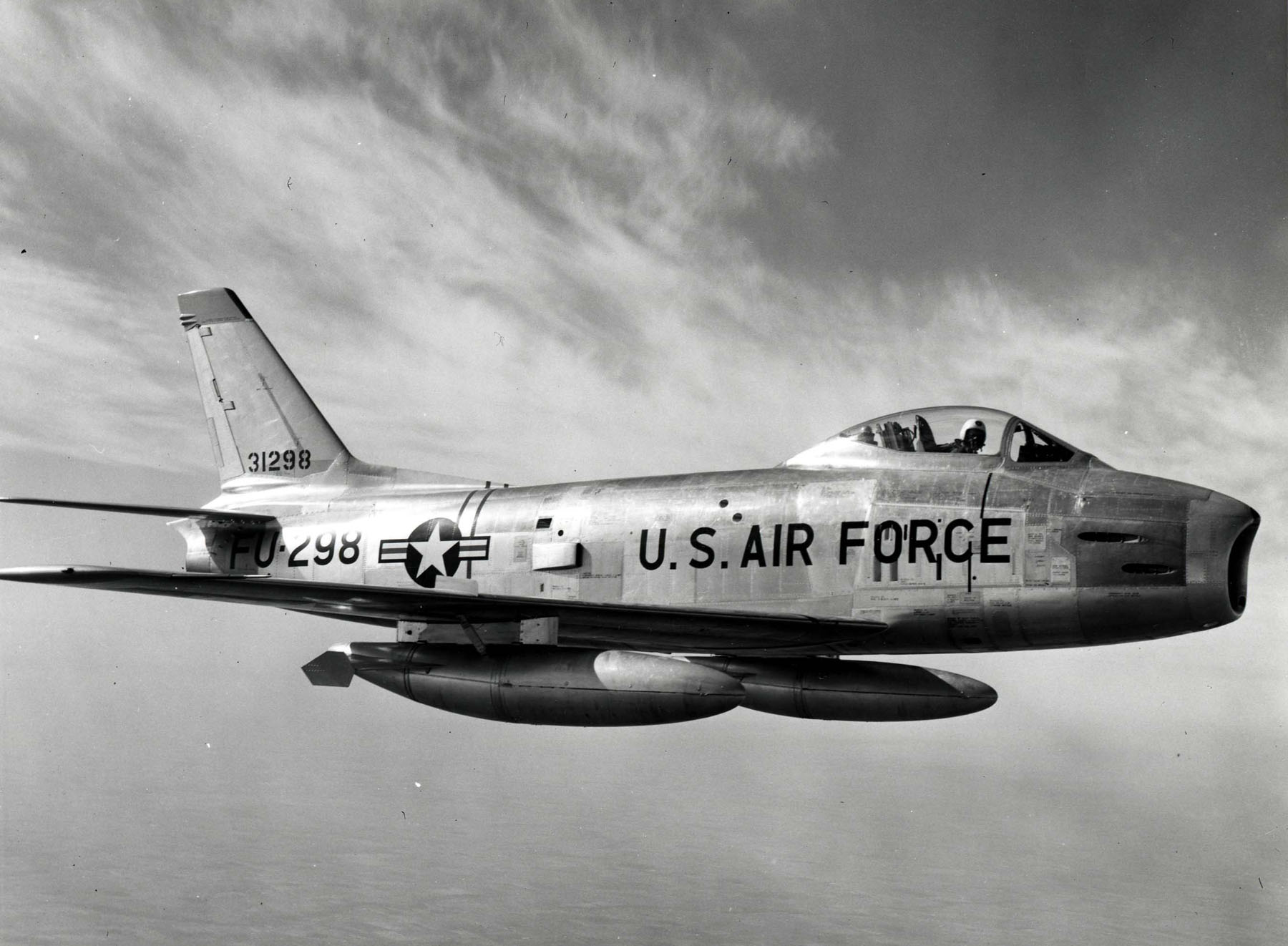
F-86H

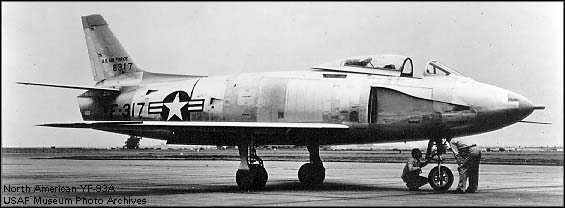
F-86C(YF-93)

XP-86
ノースアメリカン・モデルNA-140の社内名称で開発された試作機。3機製造。
なお、パイロットのジョージ・ウェルチが、1947年10月1日に、チャック・イェーガーに先駆けて音速を突破したと主張しており、信憑性が高いとされる。 ただし、これが事実だとしても、急降下によるものであるためF-86は超音速機には含まれない。

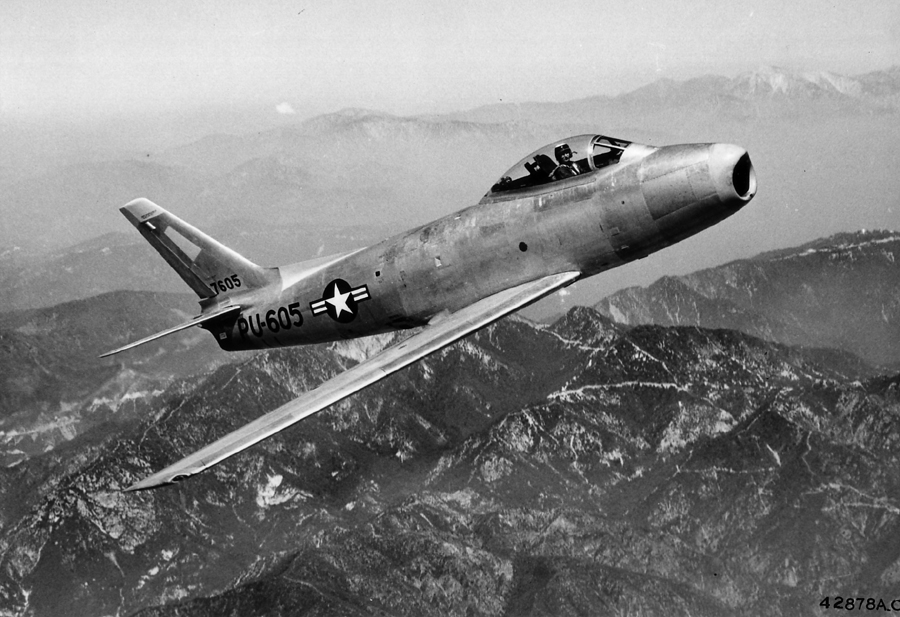
F-86A
旧称“P-86A”。エンジンはJ47-GE-13（推力 23.4kN）を搭載。-A-1、-A-5、-A-6、-A-7のサブタイプがある。554機製造。
DF-86A
無人機管制機。
RF-86A
偵察機型、F-86Aより改装。11機改装。
F-86D/G/K/L
レーダーを装備し、機銃の代わりに空対空ロケット弾発射機を装備した全天候要撃機型。派生型の扱いだが、ほぼ新規設計の機体である。G型、K型、L型はD型の改良型。
開発当初の名称はYF-95A。最初のサブタイプがD型であったことと、機首のレーダードームが鼻のように見えるその外見から「セイバードッグ」と呼ばれた。
F-86E
全遊動水平安定尾翼を導入し、遷音速域の操縦性を向上させた型。456機製造。
-E-1、-E-5、-E-10、-E-15のサブタイプがある。
F-86F
エンジンをJ47-GE-27（推力 26.3kN）に強化した型。F-86シリーズにおいて最も多くが製造された型で、2,239機を製造した。
-F-1、-F-2、-F-10、-F-15、-F-20、-F-25、-F-26、-F-30、-F-35、-F-40といったサブタイプがあり、-F-2型のみ試験的に機銃がM39 20mm機関砲4門に変更されている。-F-25型と-F-30型 からは主翼下ハードポイントが従来の2箇所から4箇所に増設された他、製造途中で主翼の前縁を6インチ、翼端を3インチ延長し、前縁スラットを廃止する代わりに境界層板を取り付けた「6-3翼」が導入され、最高速度と運動性が向上した。
アメリカ空軍で運用されたのは核爆弾の運用能力を得た-F-35型までで、純粋な海外供与用となった-F-40型では低速時の操縦性改善のため前縁スラットが復活し、翼端がさらに12インチ延長された。アメリカ空軍の「6-3翼」装備機も後に-F-40型相当の主翼に改修されている。
QF-86F
航空自衛隊より返却されたF-86Fをアメリカ海軍向けの標的機に改造したもの。50機改造。
RF-86F
F-86F-30を偵察機に改造したもの。朝鮮戦争期にソ連のジェット機より速い機体として要求され、機銃の代わりに3機の航空写真機を装備した。このプロジェクトは1953年に「ヘイメーカー計画」として立案され、当時アメリカ軍立川基地兵站部に勤務する日本人技師チームが担当した。技師チームの中心になったのは三菱重工で一式陸攻を設計した本庄季郎で、アメリカ本国での設計案は実用にならなかった。航空自衛隊でも18機が同様の改造を受けたが、仕様が異なる（後述）。

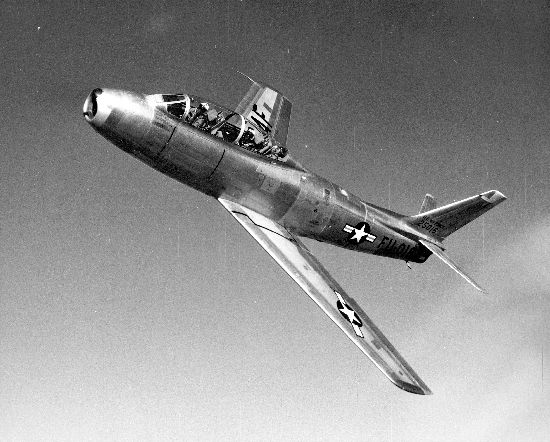
TF-86F
複座練習機型。F-86F-30型より1機、-F-35型より1機改造。
胴体を延長してコックピットを複座化し、主翼は初期のスラット付き主翼を採用。高性能高等練習機として売り込まれたが、既に超音速機であるF-100の複座型が登場していたため、不採用となった。
F-86H
低高度爆撃システム（LABS）や核爆弾投下システムの搭載が行われた戦闘爆撃機型。473機製造。
エンジンをJ73-GE-3（推力 41.14kN）に強化し、燃料タンク容量を増加したため胴体が太くなり、「ホッグセイバー（Hog Sabre：イノシシのようなセイバー）」と呼ばれた。
-H-1、-H-5、-H-10のサブタイプが存在し、-H-5型から機銃がM39 20mm機関砲×4門に変更されている。主翼は-H-1型最初の14機と-H-10型最後の10機以外に翼端を12インチ延長した「6-3翼」が、-H-10型最後の10機に-F-40型相当のものが採用され、最終的に全機の主翼が-F-40型相当に統一されている。
QF-86H
H型の無人標的機型。29機が改造され、アメリカ海軍で使われた。
F-86J
カナダ空軍向け。F-86A-5にアブロ・カナダ社のグループ企業であるオレンダ・エンジン（Orenda Engines）社製のエンジンを搭載したもの。計画中止により不採用。
F-86B
A型を改良、大型タイヤと燃料タンクを装備する型。188機発注も計画中止。
F-86C
空気取り入れ口を側面に移してNACA型インテークにするなど機体を大幅に改造した型。「侵攻戦闘機計画(penetration fighter)」に参加し、(XP-88、XF-90)と競合したものの不採用となった。試作機2機製造。
後にYF-93Aに名称変更されたが最終的に中止された。

### カナダ製

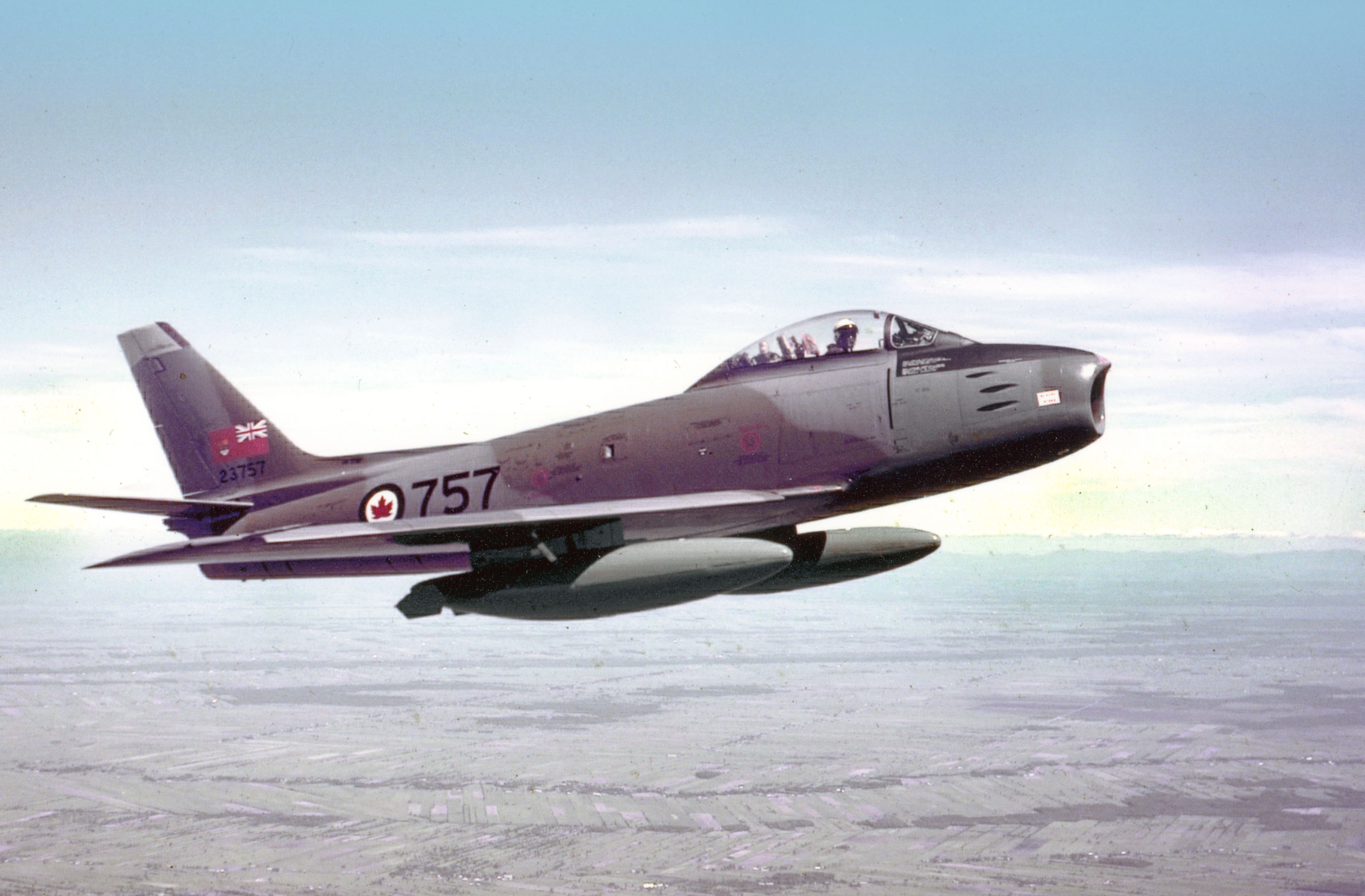
CL-13 セイバー Mk.6

CL-13
カナダのカナディア社製。以下のサブタイプが存在し、合計1,815機製造。
セイバー Mk.1
試作型。F-86A-5型相当。
セイバー Mk.2
F-86E-1型相当。290機製造。アメリカ空軍は朝鮮戦争による損耗補充のため、F-86E-6として60機購入した。
セイバー Mk.3
オレンダエンジンのテストベッド機。
セイバー Mk.4
F-86E-10型相当のイギリス向け。438機製造。後に余剰機がF-86E(M)の名称で他国に売却された。
セイバー Mk.5
エンジンをオレンダ10（推力 28.91kN）に強化し、「6-3翼」を導入。370機製造。余剰機は後にアメリカ陸軍に買い取られQF-86E無人標的機として使用された。
セイバー Mk.6
エンジンをオレンダ14（推力 32.35kN）に強化し、主翼に前縁スラットを再装備。655機製造。

### オーストラリア製

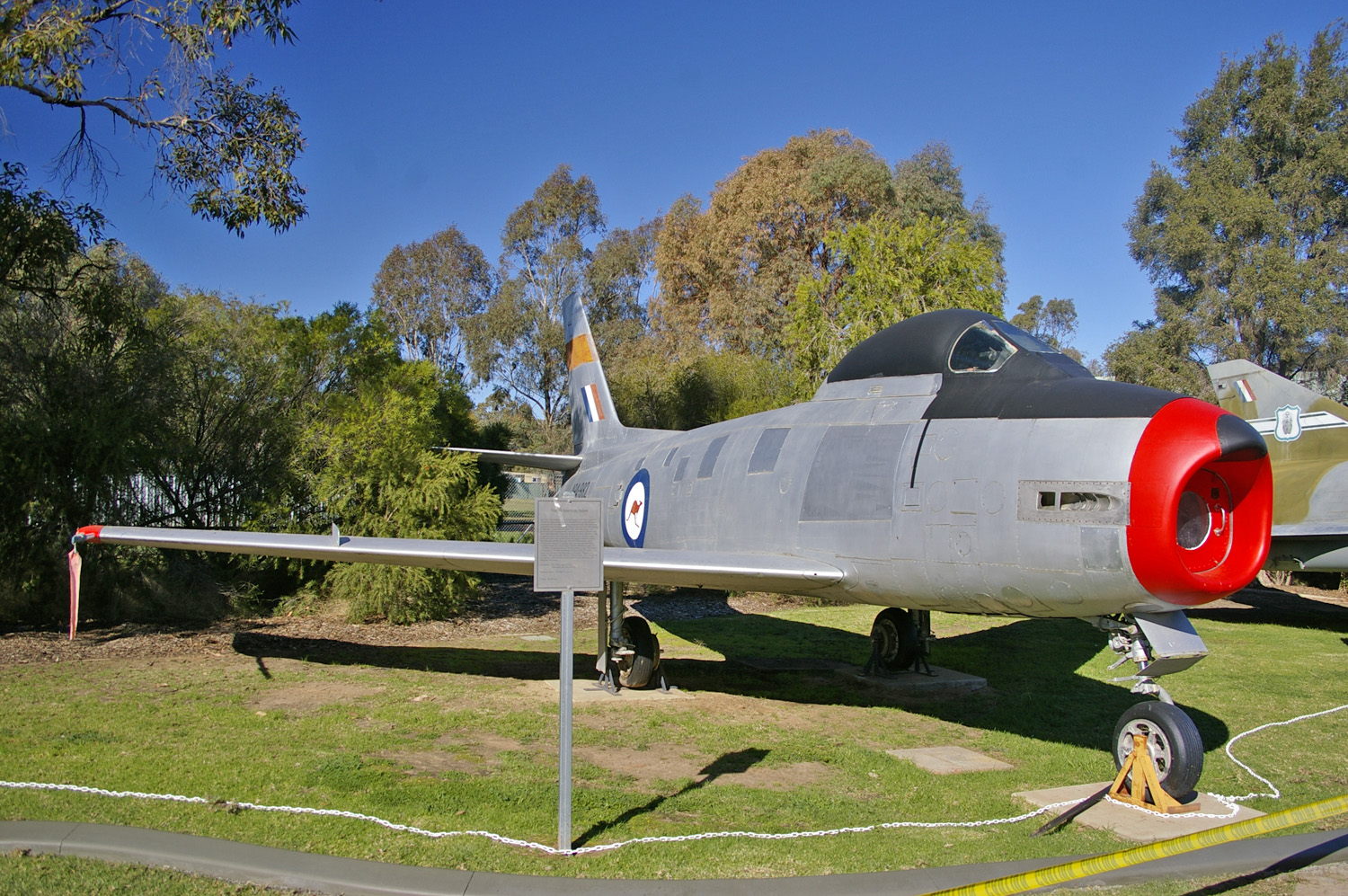
CA-27 セイバー Mk.32
機首にある砲門の数が米国製と異なるのがわかる

CA-26 / CA-27
オーストラリアのコモンウェルス・エアクラフト・コーポレーション（CAC）製のF-86F派生型。CA-26は1機のみ製造の試作機で、ほかはすべてCA-27。エンジンはロールス・ロイス製のエイヴォンRA.7（オーストラリアでライセンス生産）を搭載したことで胴体が太くなり、機銃は30mmADEN機関砲2門に変更されている。「エイヴォンセイバー（Avon Sabre）」の通称で呼ばれた。
以下のサブタイプが存在し、合計112機が製造された。
セイバー Mk.30
エイヴォン20（推力 33.4 kN）を搭載した最初の量産型。22機製造。
セイバー Mk.31
「6-3翼」を導入。20機製造。
セイバー Mk.32
エンジンをエイヴォン26（推力 33.4 kN）に変更。主翼にハードポイントを追加。69機製造。

### FJ-2/FJ-3 フューリー（F-1）
FJ-1/2/3の現存機についてはこちらを参照

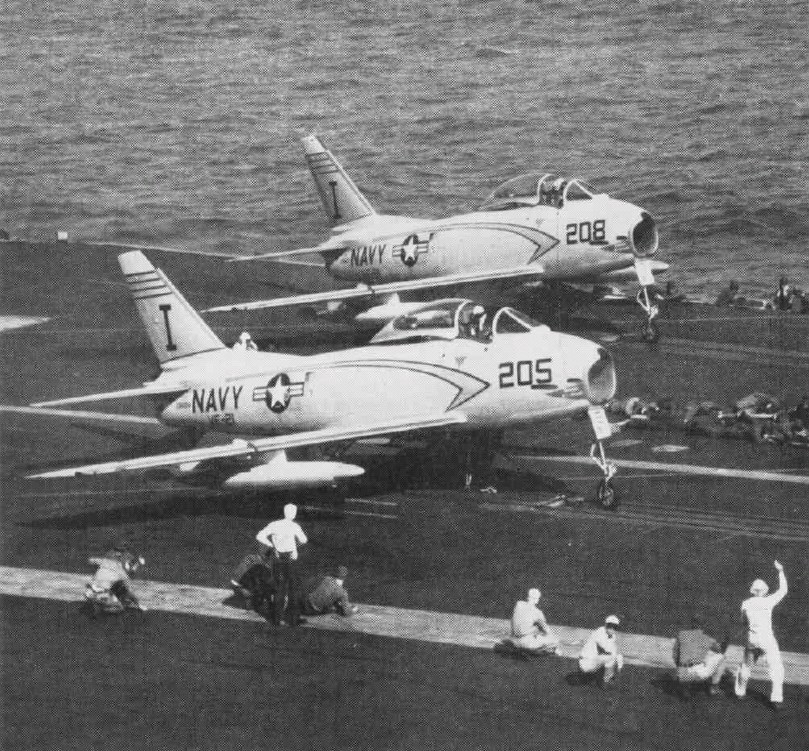
空母フォレスタル艦上のFJ-3 フューリー

アメリカ海軍向けの艦上機型。面積の限られる航空母艦の格納庫や飛行甲板に駐機するための主翼折り畳み機構、着艦用のアレスティング・フックなどが追加された。
FJ-1は前述したようにF-86の採用に先立ってアメリカ海軍に採用された戦闘機であるが、低性能のため実戦機としては使用されず、練習機として使用された。後に改良されたF-86が空軍において素晴らしい性能を発揮したのを見て、海軍もF-86Eに艦載機としての改造を施し機銃を20mm機関砲4門に変更した機体をFJ-2として採用したが、この型は発着艦性能に難があったため全て海兵隊で使用された。その後、エンジンをJ65(推力34 kN)に強化したFJ-3が製造されて海軍で使用された。FJ-2が203機、FJ-3が538機の合計741機が製造され、さらに大幅な改設計を加えたFJ-4も製造された。
1962年の命名規則改正で3軍の制式記号が統一されたのに伴い、FJ-3はF-1Cに、FJ-4はF-1Eに呼称変更された。配備開始が朝鮮戦争後であったため、空軍と異なり実戦参加の機会はなかった。
FJ-2
F-86をベースにした最初の型式。海兵隊に装備された。
F-1C
エンジンをライトJ65-W-2ターボジェットエンジンに換装し、この型式が空母で運用された。1962年以前はFJ-3と呼ばれていた。
MF-1C
全天候戦闘機として配備された型式。レドームが新設され対レーダーミサイルの運用能力が付与された。1962年以前はFJ-3Mと呼ばれていた。
DF-1C
SSM-N-8ミサイル(レギュラス)の誘導に用いられる型式。1962年以前の呼称はFJ-3D。
DF-1D
F9Fクーガーの形状をしたターゲットドローンを誘導するための型式であり非戦闘用。旧称はFJ-3D2。
F-1E
大幅改良型。旧称FJ-4。

## 運用国

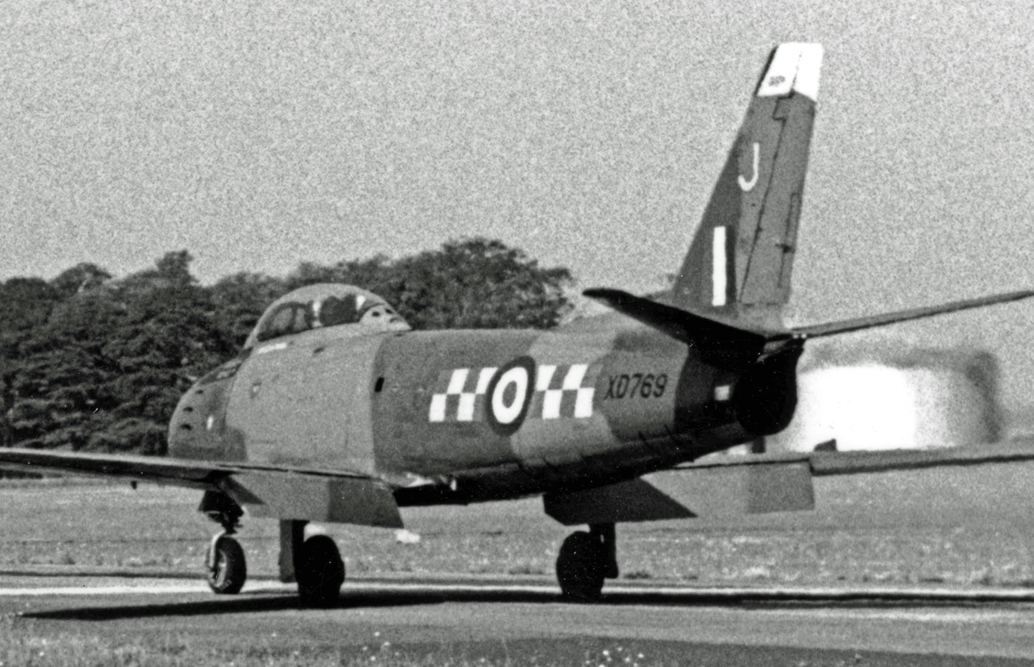
イギリス空軍のセイバー F.4

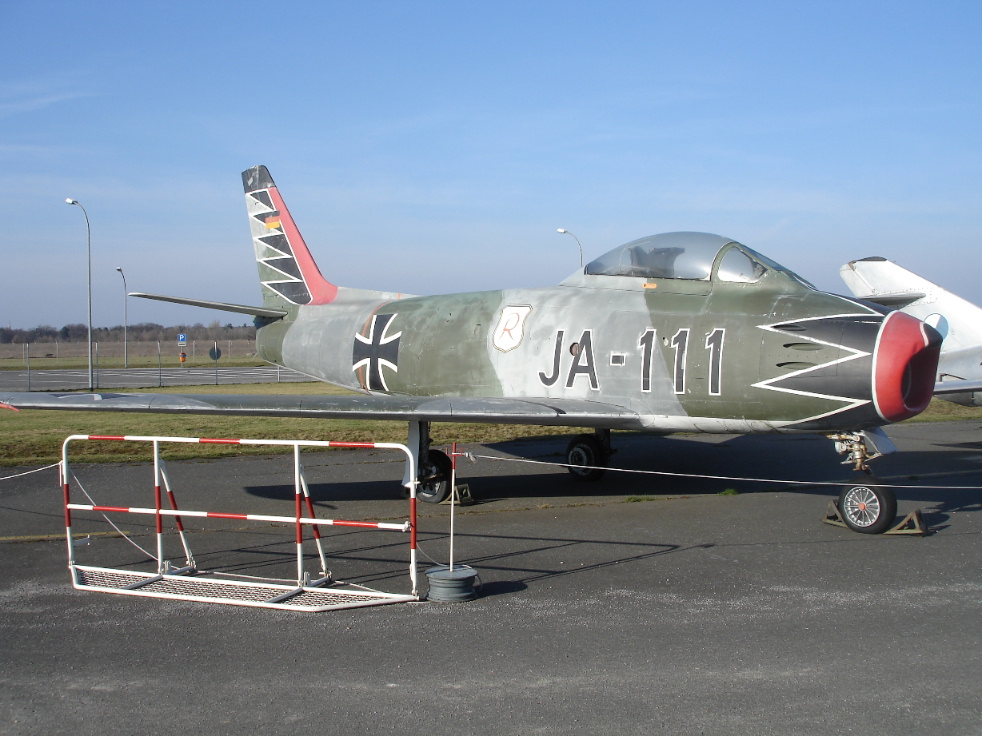
西ドイツ空軍のセイバー Mk.6

アメリカ合衆国
アメリカ空軍のほかアメリカ海軍がFJ-3とFJ-4を、アメリカ海兵隊がFJ-2を運用していた。前述の通り朝鮮戦争において活躍したが、センチュリーシリーズの登場で更新されていった。爆撃機や戦闘爆撃機による核攻撃という運用方針への転換やミサイル万能論もあり、以降の機体はミサイルの搭載・運用能力が重視されるようになり、F-86のように対戦闘機戦（格闘戦）を重視した機体の登場はF-15まで途絶えることになる。
 アルゼンチン
1960年よりF-86F 28機を運用する。フォークランド紛争の際は既に予備兵器となっていたが、チリの参戦に備えて現役に復帰した。しかし、結局チリは参戦しなかったため戦闘に参加していない。その後、1986年に全機が退役する。
 イギリス
ホーカー ハンターが配備されるまでの繋ぎとして、カナディア製のセイバー Mk.4をセイバー F.4として428機取得。
 イタリア
イギリスからセイバー Mk.4を導入。コンゴ動乱ではフィリピン空軍パイロットの操縦により国連軍から参戦した。
 イラク
 イラン
 インドネシア
1973年にオーストラリア空軍の中古機（CAC社製）を無償提供された。
 エチオピア
1960年よりエチオピア空軍がF-86Fを運用する。
 オーストラリア
 カナダ
 韓国
1955年よりアメリカで製造されたF-86F及びRF-86Fを取得し、大韓民国空軍にて122機が運用された。
 ギリシャ
 コロンビア
アメリカ空軍の余剰となったF-86F、及び少数のセイバー Mk.6を運用。
 サウジアラビア
 スペイン
アメリカで製造されたF-86F 270機を運用。1972年退役。
 タイ
1962年より40機のF-86Fを運用する。
 台湾
1950-60年代の台湾空軍の主力戦闘機としてF-86Fを320機、RF-86Fを7機運用した。1977年に全機が退役。
 チュニジア
1969年にアメリカ空軍の中古機（F-86F）を導入。
 デンマーク
3個飛行隊でF-86Dを運用。
 トルコ
 西ドイツ
西ドイツ空軍がカナディア製のセイバーMk.5/Mk.6を運用。
 ノルウェー
1957年から1958年にかけてF-86Fを取得し、ノルウェー空軍にて運用する。
 パキスタン
1950年代にアメリカから供与を受ける。第二次/第三次印パ戦争においてインド空軍のハンターやナットとの空中戦を繰り広げ、1度の出撃で、ハンターを5機撃墜 するなど、撃墜も記録している。供給元のアメリカが禁輸措置を取ったため、イランが西ドイツから取得した機体を同国がパキスタンに転売する形でカナディア製セイバーを導入するなど戦力維持に努めた。しかし、後継機としてミラージュIIIやJ-6が導入された事もあって1980年代には飛行不能になり、退役した。
 バングラデシュ
第三次印パ戦争で、バングラデシュ空軍が旧東パキスタンに配備していたパキスタンのF-86を鹵獲。旧ソ連からMiG-21が供与されるまで、独自に再生して使用した。
 ビルマ
パキスタン空軍の中古のカナディア製セイバー4を1970年代に12機購入。資金やスペアパーツの不足で1980年代には退役したという。
 フィリピン
フィリピン空軍が1957年に50機のF-86Fの運用を開始する。1970年代前半頃退役。
 フランス
F-86Kを取得。
 ベネズエラ
アメリカで製造されたF-86Fを運用した。
 ペルー
1955年にアメリカで製造されたF-86Fを導入し、1979年に全機が退役する。
 ベルギー
1955年、評価用にF-86F、5機の供与を受ける。
 ボリビア
1973年、ベネズエラ空軍からF-86Fを取得し、運用した。1993年に退役。
 ポルトガル
 ホンジュラス
ユーゴスラビア空軍から取得したセイバー Mk.4を少数運用していた。
 マレーシア
1969年にオーストラリア空軍の中古機（CAC社製）を無償提供された。1976年に退役。
 南アフリカ共和国
朝鮮戦争参戦時にアメリカからF-86Fを貸与され運用。戦後は独自にセイバー Mk.6を取得した。
 ユーゴスラビア
イギリスからセイバー Mk.4を取得。同国は社会主義国でありながら、スターリン主義を非難した事から、旧東側から孤立化して旧ソ連からの軍備供与が停止された。このためユーゴスラビアと米英が接近し、米英からの軍備供与にこぎ着けた。1950年代にF-86やF-84、T-33などを米国から供与された経緯を持つ。

### 日本における運用

#### 概要

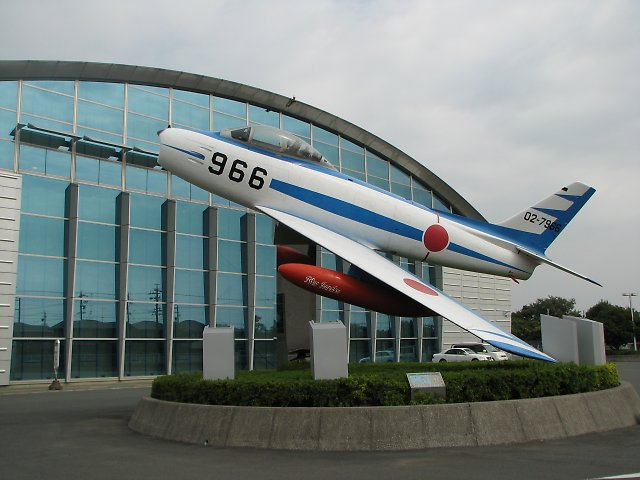
航空自衛隊浜松広報館で展示されるブルーインパルス仕様機

日本においては、航空自衛隊の主力戦闘機としてF-86Fを435機、全天候型戦闘機としてF-86Dを122機配備した。F-86Fのうち18機は偵察機RF-86Fに改造された。航空自衛隊での正式な愛称は旭光（きょっこう）。
ブルーインパルスの初代機体として採用され、1964年東京オリンピックの開会式にて国立競技場の大空に五色の五輪マークを描いたことでも有名で、長年に亘って活躍したことから「ハチロク」と呼ばれて親しまれた。

#### 導入経緯
1954年の航空自衛隊の発足に際し、アメリカの相互防衛協力関係強化を目的に相互安全保障法（MSA）に基づく相互防衛援助計画（MDAP）を開始する。T-6練習機やC-46輸送機などの第1次供与に続き、F-86FやT-33ジェット練習機を日本国内での航空機組み立てを決定する。F-86Fが選ばれたのは、極東の資本主義圏の最先端にいた日本が、共産軍の空からの侵攻を最も警戒していたためであった。
国産化はT-33が79機にF-86Fが70機とし、それぞれ川崎航空機と新三菱重工が担当することが決定する。だが、当時のF-86Fの価格は約1億5000万円とされ、約7億円という当時の防衛庁に割り振られた年度航空機購入予算では賄えるわけもなく、すべてMSA援助に頼ることとなった。1955年6月に日米両国政府間で交渉が行われ、同年8月6日に防衛庁長官が新三菱重工に70機のノックダウン生産の内示書が手渡された。
第1次生産分（ノックダウン生産）70機の製造は1956年3月11日に新三菱重工第5工場でスタートし、1号機は予定より早く完成し、8月9日に初飛行を成功させている。その後、第2次生産分で110機、第3次生産分で120機が製造された。
また、上記の生産機分が揃うまでの処置として、アメリカ軍のF-86Fの供与も開始された。第1陣は築城基地にて9機が引き渡され、1956年には更に171機が供与される。ちなみにこれら供与された機体は主翼の形状が異なるなど、規格や仕様が同一でなく問題も多かったとされる（後述）。

#### 機体

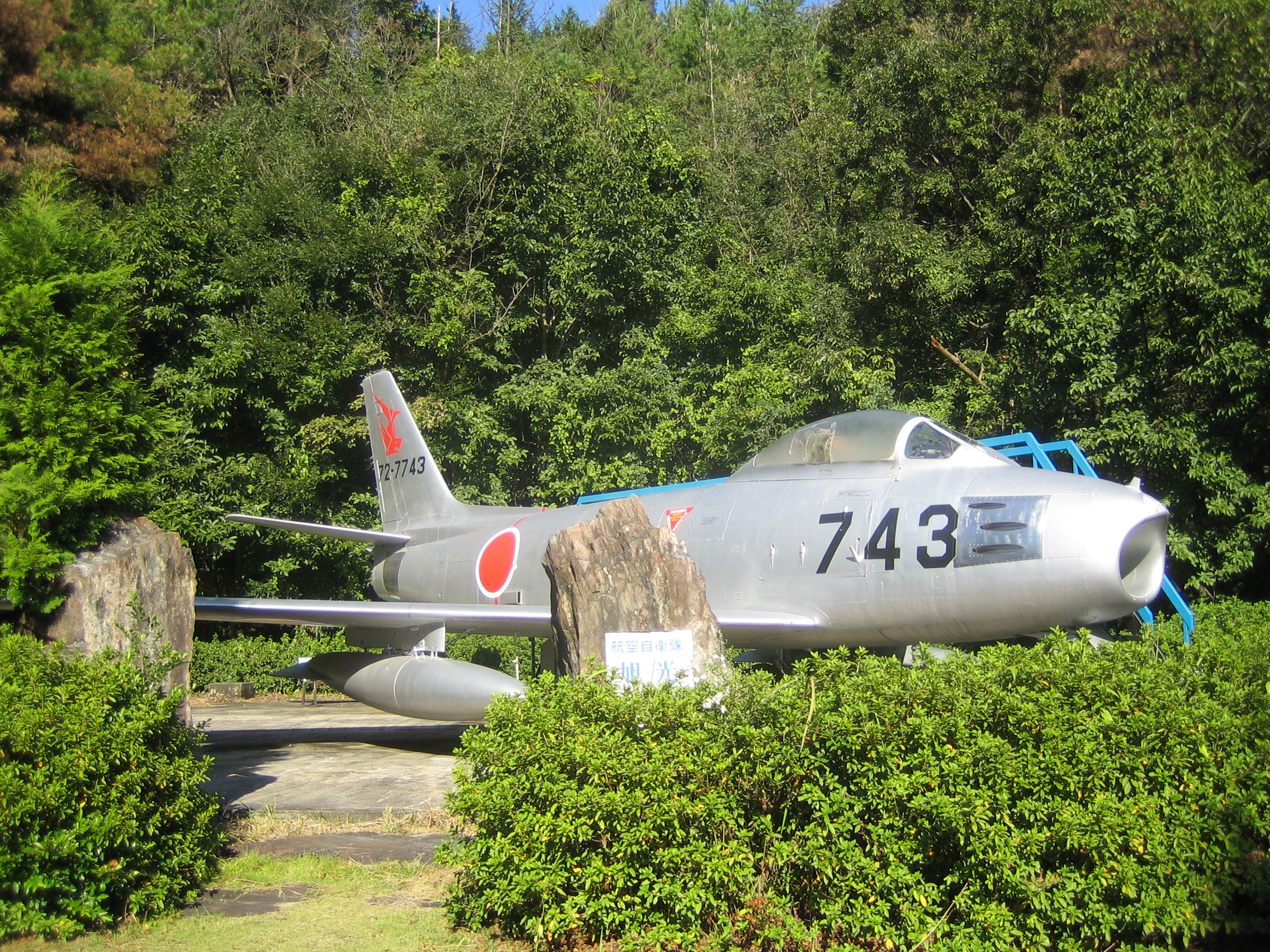
愛知県幸田町の幸田町郷土資料館にて展示されているF-86F-40「旭光」。

航空自衛隊では3種のF-86を運用した。

##### F-86F
1954年（昭和29年）に誕生した航空自衛隊の主力戦闘機として、翌1955年（昭和30年）にF-86F-25/-30が28機、F-86F-40が152機の計180機のF-86Fが米空軍から供与された。続いて「小麦資金」を財源とし、同年から1957年（昭和32年）まで三菱重工業にてF-86F-40を70機ノックダウン生産、続いて国産品を使用したライセンス生産第2次生産分で110機、ほぼ全ての部品を国産化した第3次生産分（生産できない部品は米国の無償援助）で120機、1961年（昭和36年）までに総勢480機が配備された。
一方で、機数を急激に増やしたためパイロットや整備員の育成が追いつかずにいた。このため供与された機体の内の40機が、使用されずに木更津基地に格納された。だが、これが防衛費の無駄であると問題となり、1962年（昭和37年）2月から1964年（昭和39年）までに使われずにいた計45機を米国へ返還したため、空自はF-86Fを計435機運用する形となった。-25/30仕様の機体は後に三菱によって-40仕様に改修されるが、内18機はRF-86Fへの改造に際して-40仕様に改修されている（後述）
1955年（昭和30年）12月1日に空自は、パイロット・整備員の育成と供与された機体が揃ってきたことから、浜松基地にF-86Fを装備するパイロット育成を第一任務とした、空自初の航空団である「航空団」（後の第1航空団）の編成が行われた。同時に浜松基地では、ジェット機運用のための整備工事が進められた。翌1956年（昭和31年）1月10日、供与機による訓練が行われていた築城基地にて第1飛行隊が新編され、同年8月24日に浜松基地へ移駐となる。8月25日には第2飛行隊も新編され、同年9月より国産F-86Fの引き渡し が開始された。10月11日には浜松基地にて第2航空団と隷下の第3飛行隊が組織される。
その後、1961年（昭和36年）までに第4、第5、第6、第7、第8、第9、第10飛行隊が編成された。

##### F-86D

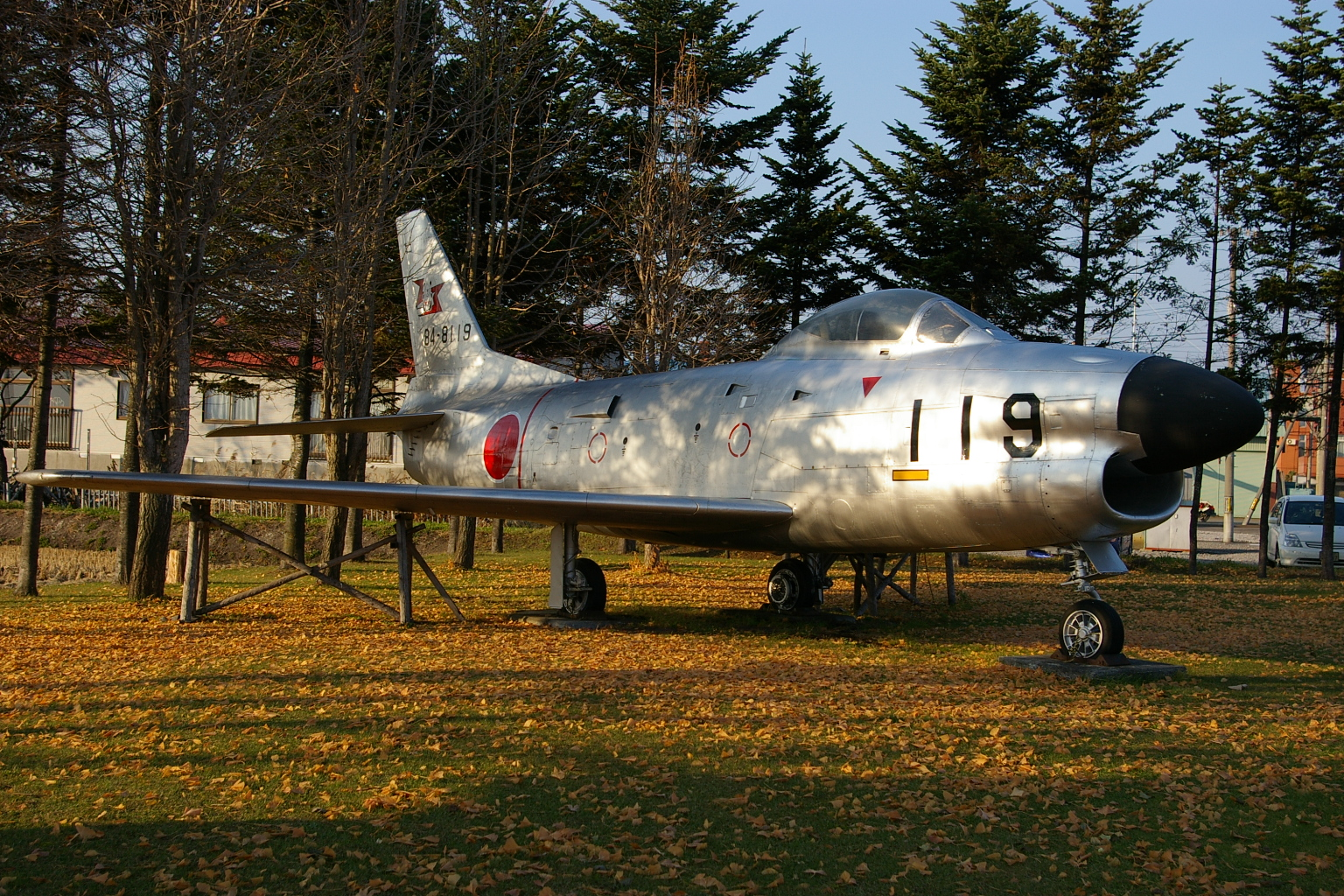
北海道秩父別町にて屋外展示されるF-86D（2006年撮影）
なお、この機体は2016年に解体された

1958年（昭和33年）から供与が始まり、1968年（昭和43年）まで運用が行われた。

##### RF-86F
F-104J/DJの導入によって余剰となるF-86Fのうち、-25/-30の中から18機が写真偵察機のRF-86Fに改造され、1961年（昭和36年）11月6日から1962年（昭和37年）3月にかけて引き渡された。
1960年に偵察機を欲していた航空自衛隊に、F-86を偵察機に改造する「ヘイメーカー計画」の設計図がもたらされたのが始まりとなる。ただ、偵察機自体は以前から考えられていたものだが、資金面の問題から新造機の導入ではなく、現存機の改造という形になった。三菱重工小牧南工場にて、仕様などの違いから使用されずにいた初期供与機のF-86F 18機と整備教材用1機の計19機が「RF-86F」へと改造された。オリジナルのRF-86は主翼が-30仕様であり、この初期供与機も-30仕様の機体だったが、航空自衛隊では偵察機への改造に際して-40仕様に改修している。なお、機首部分にある銃口部は機関銃を撤去したため、威嚇用ダミーとなった。
カメラは長焦点40インチの「K-22」を2台と、短焦点6インチの「K-17」の2種類を搭載する。主翼付け根付近左右にK-22の涙滴状フェアリングが、機首下部にK-17の四角いフェアリングが備わる。また、それぞれにカメラレンズのための窓とシャッターが設置されている。
1961年12月に偵察航空隊第501飛行隊へ配備が行われた。RF-4Eの導入により異機種運用となったが、後に航空総隊司令部飛行隊に配置替えとなる。その航空総隊司令部飛行隊所属機も1979年10月に退役となり、全機のRF-86Fが退役した。

#### 退役
1962年（昭和37年）から後継の主力戦闘機F-104Jが配備後は、F-86F飛行隊の解散が始まり、支援戦闘機として、要撃戦闘機としてのF-104Jの補完と、能力不足ながらロケット弾や爆弾を用いた対艦攻撃の任務についた。しかし、国産のF-1の配備が始まり、1977年（昭和52年）10月1日に第3飛行隊が、1980年（昭和55年）2月29日に第8飛行隊が、11月13日に第6飛行隊がF-1に機種転換をしたことにより、実戦部隊からは退いた。旧F-86F部隊のうち、支援戦闘機部隊となった第3・第6・第8飛行隊以外はすべて解隊された。また､ブルーインパルスも1981年2月8日の入間基地航空祭で最後の展示飛行を行い､同年3月31日をもってF-86Fを使用した戦技研究班は解散した。最後までF-86Fを運用していた入間基地の総隊司令部飛行隊では、1982年（昭和57年）3月15日に引退セレモニーを実施し、全機退役した。

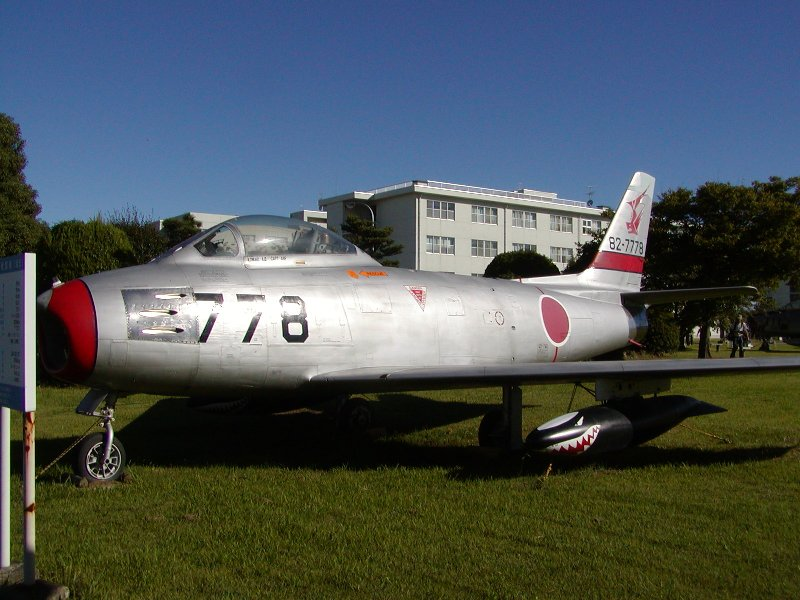
小牧基地に展示されるF-86F
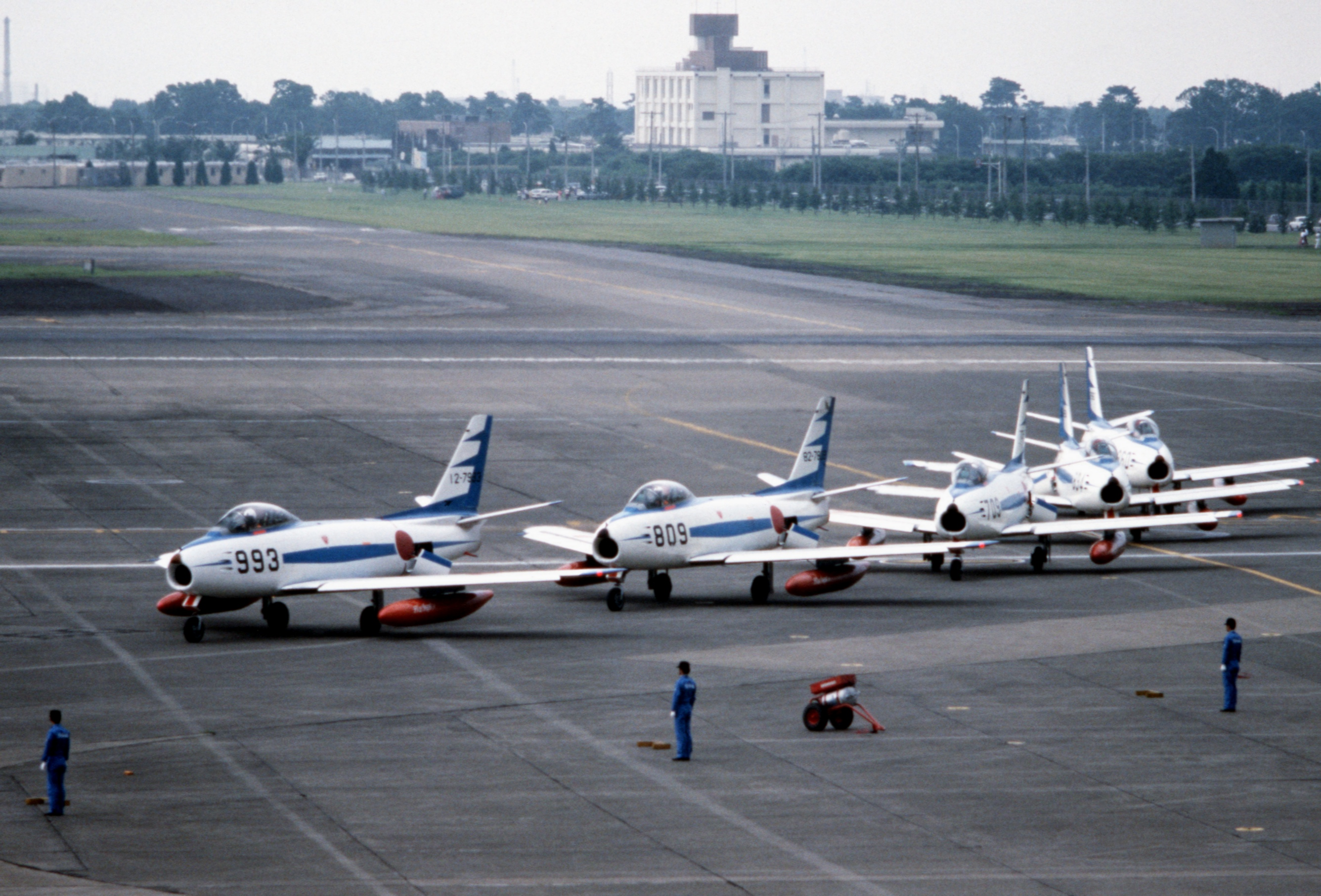
F-86Fブルーインパルス仕様機（1978年）

## 諸元
F-86F-40-NA
- 全幅：11.3m
- 全長：11.4m
- 全高：4.5m
- 主翼面積：26.7m2
- 最大離陸重量：6,300 kg
- 空虚重量：5,046kg

F-86F-40-NAの三面図

- エンジン：ゼネラル・エレクトリック J47-GE-27×1
- 推力：26.3 kN
- 最高速度：570knot（1,105 km/h）
- 実用上昇限度：14,330m
- 航続距離：2,454 km
- 固定武装：12.7mm AN/M3機関銃×6門
- 爆弾：最大900kg
- 乗員：1名

## 現存する機体
- 多数が現存する機体であり、各国ごとに運用された当時の機体番号が異なるため、型と製造番号の順に並べてある。
- F-86D系列は除いてある。
- 名称は試作段階とA-1-NAまではP-86表記だが、A-5-NA以降はF-86表記に改められたため、その表記にならった。
- 日本をはじめ米国外でも世界各地で展示されているが、他サイトに掲載されていてもここにないものにはスクラップとして解体廃棄されたものや情報の足りていないものがある。掲載しているものでも、廃棄されている、または廃棄予定のものが含まれる可能性がある。
- 非公開には、個人・法人や軍隊の所有で基地祭ないし航空祭等イベント時のみといった不定期公開のものも含む。
- 日本で運用された機体のうち、日本で組み立てられた機体はF-86F-40-MITまたはF-86F-40-NA-231/F-86F-40-NA-238と表記されるが、前者に統一した。

### 海外製セイバー
- CL-13B Mk.VIの製造番号はS6-xxxxとも表される。